# Neotyphodium occultans
Neotyphodium occultans är en svampart som beskrevs av C.D. Moon, B. Scott & M.J. Chr. 2000. Neotyphodium occultans ingår i släktet Neotyphodium och familjen Clavicipitaceae.   Inga underarter finns listade i Catalogue of Life.